# Stanisław Piwakowski
Stanisław Piwakowski (ur. 26 grudnia 1896 w majątku Gruszka, zm. 7 marca 1984 w Szczecinie) – podpułkownik artylerii Wojska Polskiego, kawaler Orderu Virtuti Militari.

## Życiorys
Urodził się 26 grudnia 1896 w majątku Gruszka, w ówczesnym powiecie bałckim guberni podolskiej, w rodzinie Wincentego, dzierżawcy majątku, i Marii z Domaszewskich. Był młodszym bratem Bronisława (ur. 1885), kapitana intendenta, odznaczonego Krzyżem Walecznych i Medalem Niepodległości. Był spokrewniony z Zygmuntem Piwakowskim (ur. 1893), kasjerem Elektrowni Łódzkiej, porucznikiem piechoty rezerwy Wojska Polskiego, odznaczonym Krzyżem Walecznych. Od 1906 uczęszczał do Szkoły Handlowej w Humaniu, którą ukończył 1 maja 1915.
13 lipca 1915 wstąpił do armii rosyjskiej i został skierowany do Siergijewskiej Szkoły Artylerii w Odessie.
Do Wojska Polskiego został przyjęty z byłych Korpusów Wschodnich i byłej armii rosyjskiej. Służył w 19 pułku artylerii polowej, który 31 grudnia 1931 został przemianowany na 19 pułk artylerii lekkiej. 3 maja 1922 został zweryfikowany w stopniu kapitana ze starszeństwem z dniem 1 czerwca 1919 i 352. lokatą w korpusie oficerów artylerii, a 12 kwietnia 1927 awansowany do stopnia majora ze starszeństwem z dniem 1 stycznia 1927 i 64. lokatą w korpusie oficerów artylerii. W październiku tego roku został przesunięty ze stanowiska dowódcy dywizjonu na stanowisko kwatermistrza. W kwietniu 1928 został przesunięty na stanowisko dowódcy I dywizjonu. W marcu 1932 został ponownie przesunięty na stanowisko kwatermistrza, a w kwietniu 1935 przeniesiony do 31 pułku artylerii lekkiej w Toruniu na stanowisko dowódcy dywizjonu. Na stopień podpułkownika został awansowany ze starszeństwem z dniem 19 marca 1938 i 5. lokatą w korpusie oficerów artylerii. W 1939 pełnił służbę na stanowisku I zastępcy dowódcy 31 pal. 30 sierpnia tego roku otrzymał przydział mobilizacyjny na stanowisko dowódcy 17 pułku artylerii lekkiej. Na jego czele walczył w kampanii wrześniowej. Dostał się do niemieckiej niewoli. Przebywał w Oflagu II C Woldenberg razem z braćmi: Bronisławem i Zygmuntem.
Zmarł 7 marca 1984. Został pochowany na cmentarzu Centralnym w Szczecinie (kwatera 83G-4-4).

## Ordery i odznaczenia
- Krzyż Srebrny Orderu Wojskowego Virtuti Militari nr 3790[27][28]
- Krzyż Niepodległości – 20 lipca 1932 „za pracę w dziele odzyskania niepodległości”[29][2][30]
- Krzyż Walecznych dwukrotnie[31][32]
- Złoty Krzyż Zasługi – 10 listopada 1928[33][32]
- Krzyż Zasługi Wojsk Litwy Środkowej – 3 marca 1926[34][31]
- Medal Pamiątkowy za Wojnę 1918–1921[31][35]
- Medal Dziesięciolecia Odzyskanej Niepodległości[31]
- Medal Zwycięstwa[36][31]